# Colt Police Positive
O Colt Police Positive, é um revólver de ação dupla (DA) usando corpo padrão "D-frame" de pequeno porte, com um cilindro de seis tiros, com câmaras projetadas para os calibres .32 ou .38. Um modelo no calibre .22 também foi oferecido. Projetado principalmente para venda a agências policiais federais, estaduais ou locais, o Police Positive foi introduzido no mercado de armas de fogo pela Colt's Manufacturing Company em 1905.

## Desenvolvimento e histórico
O Colt Police Positive foi um aperfeiçoamento do revólver "New Police" anterior da Colt, atualizado com um bloco de cão interno de segurança. A Colt chamou esse novo dispositivo de segurança de ""Positive Lock"", e sua nomenclatura acabou sendo incorporada como um nome parcial para o novo revólver. O cilindro do Police Positive gira no sentido horário, o oposto dos modelos concorrentes do fabricante de armas de fogo Smith & Wesson. Sempre um competidor astuto na indústria de armas de fogo, a Colt não perdeu a oportunidade de marcar pontos sobre seu arquirrival e deu início a uma campanha de marketing que acentuou esse detalhe. Em sua publicidade, a Colt proclamou que "Todos os cilindros Colt GIRAM PARA A DIREITA" e sugeriu que o design da Colt forçava o suporte do cilindro contra a armação, resultando em um travamento mais apertado com menos folga e melhor alinhamento entre a câmara e o cano, aumentando significativamente a precisão. O Police Positive teve muito sucesso; junto com o "Colt Official Police", dominou o mercado de armas de fogo para agentes da lei no início da década de 1900. O Police Positive foi modificado gradativamente em 1908, formando a base para o modelo "Colt Police Positive Special".

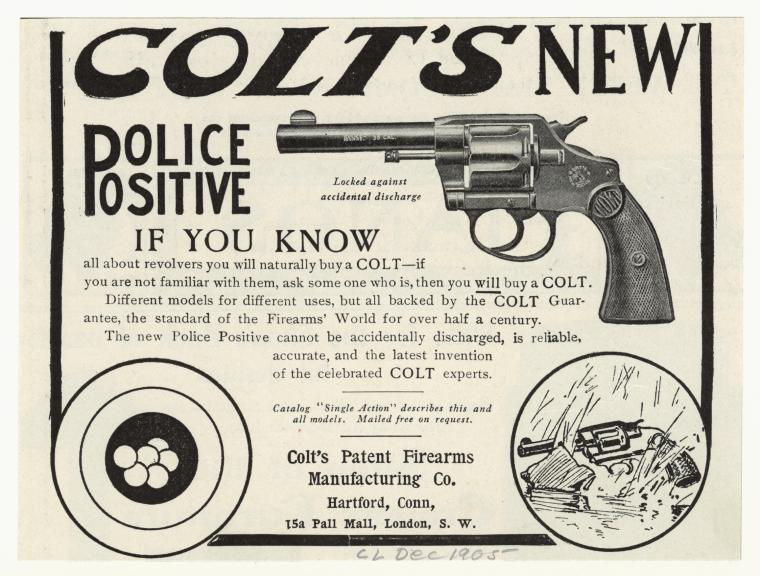
Anúncio de época do "Colt Police Positive".

Um Police Positive de níquel com talas de empunhadura de madrepérola e calibre .32 foi usado por Charles Bronson como Paul Kersey no filme "Death Wish". O gangster americano Al Capone também usou um Police Positive, um Police Positive de níquel .38 com talas de empunhadura de nogueira e um cano de 4 polegadas, fabricado em 1929; em junho de 2011, um colecionador particular vendeu-o na Christie's pelo valor de £ 67.250 / $ 109.080 / € 75.656.

## Características
O Police Positive era feito de aço-carbono, e seu acabamento era polido com tratamento azulado ou niquelado.
A primeira edição do Police Positive surgiu em 1905 como uma evolução do "New Police", mas foi oficialmente introduzido como um novo modelo em 1907, permanecendo na configuração original até 1927. Punhos de borracha dura padrão do Sporting Colt, eram oferecidos com canos de 2,5 (disponível apenas no calibre .32), 4, 5 e 6 polegadas e foi equipado para o .32 Long Colt (também aceitaria o .32 Short Colt), .32 Colt New Police e .38 Colt New Police cartuchos. As talas de nogueira zigrinada tornaram-se padrão após 1923.

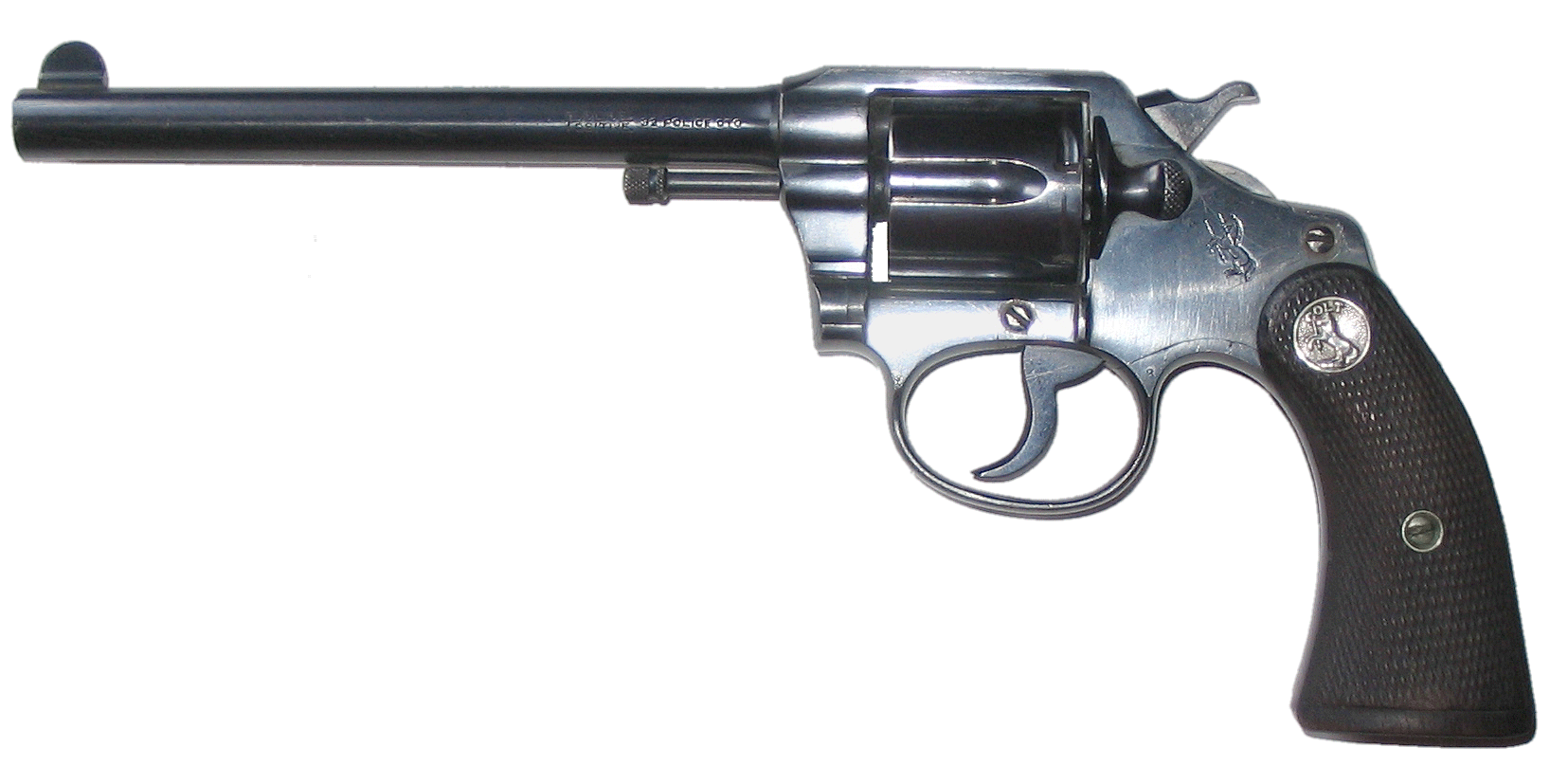
Um "Colt Police Positive", com cano de 6 polegadas.

A segunda edição começou em 1928 e durou até 1947, adicionando uma moldura um pouco mais pesada, bem como uma faixa superior serrilhada para reduzir o brilho da visão, mantendo as talas de empunhadura de madeira. Ambos os cartuchos da linha "“New Police”" da Colt foram, na verdade, pequenas reformulações dos cartuchos S&W existentes, o .32 S&W Long e o .38 S&W com as pontas das bala achatadas, enquanto a Colt resistia em fornecer ao seu principal concorrente qualquer publicidade gratuita.
O sistema de segurança "Positive Lock" da Colt, a inovação responsável pela introdução da arma, funcionava evitando que o pino de disparo atingisse a espoleta do cartucho, a menos que o gatilho fosse deliberadamente acionado. Destinado a resolver as deficiências de modelos anteriores, como o "Single Action Army", o "Positive Lock" evitava um disparo acidental mesmo se o cão fosse atingido ou a arma caísse, permitindo que o revólver fosse transportado com segurança com todas as seis câmaras carregadas. A mira do revólver consistia em uma lâmina frontal em forma de meia-lua com uma mira traseira aberta de ferro, que era um entalhe em forma de V simples embutido na parte superior do corpo do revólver sobre o tambor.
Os revólveres Colt Police Positive marcados com Colt D.A..32 no cano têm câmaras para .32 Long Colt. Revólveres marcados com .32 Colt New Police no cano são equipados com .32 Smith & Wesson Long.

## Variantes

### Police Positive Target
O "Police Positive Target", pesando 22 oz (624 g) e disponível com acabamento azulado e talas de empunhadura de borracha dura preta em .22 Long Rifle, .22 WRF, .22 Colt Long (e short) e .32 Colt New Police (.32 S&W long), a primeira edição deste modelo apresentava uma mira de ferro aberta ajustável e cano de 6 polegadas sendo comercializada de 1910 a 1925, com talas de madeira zigrinadas substituindo as de borracha depois de 1923. Uma segunda edição foi comercializada de 1926 a 1941 e diferia da primeira por ter um estrutura ligeiramente mais robusta que aumentou o peso para 26 oz (737 g); também o acabamento em níquel da Colt foi oferecido como uma opção. No mercado de colecionáveis de hoje, a versão .32 New Police parece ser a mais procurada e valiosa.

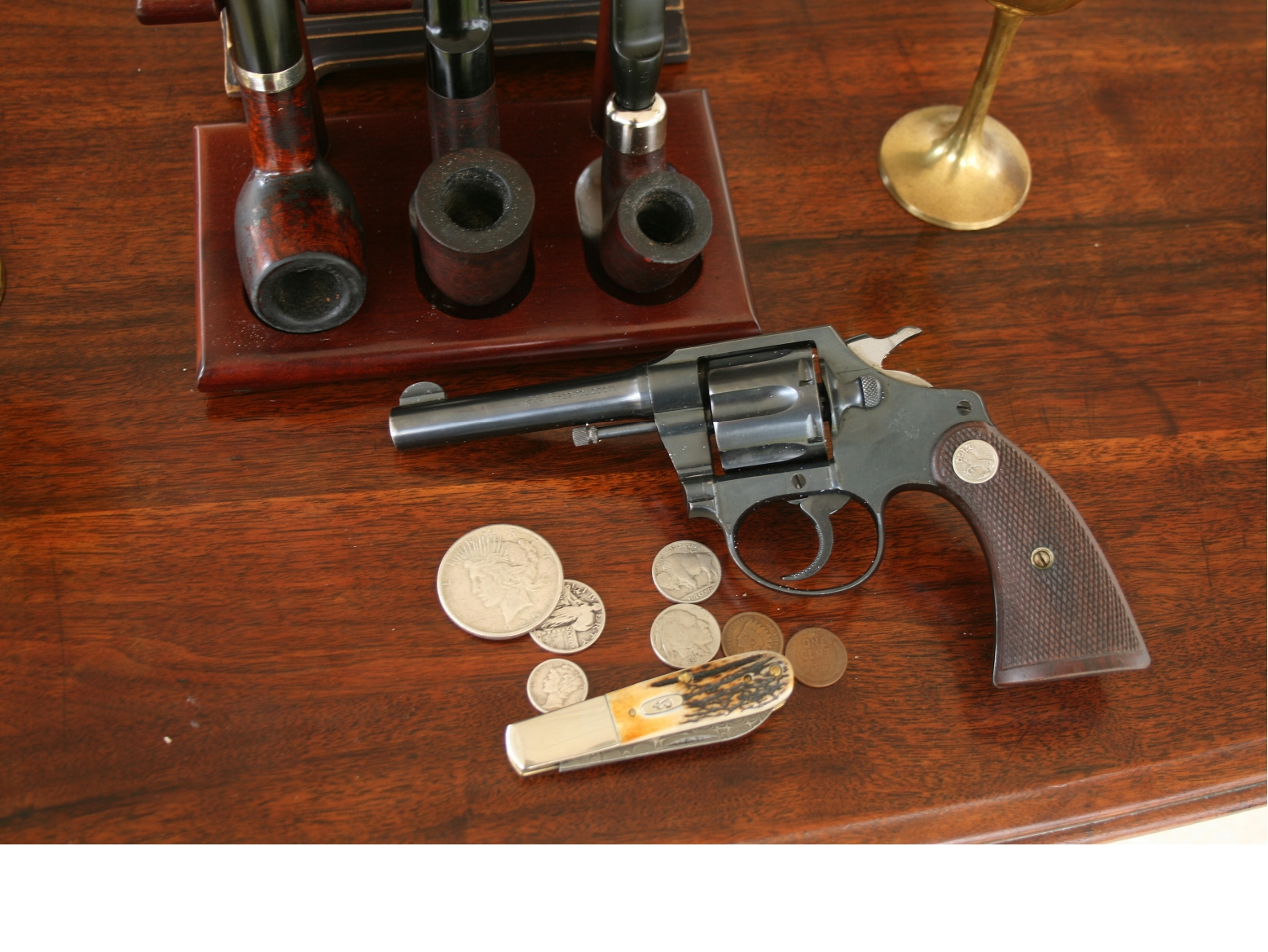
Um "Colt Police Positive", com cano curto
no calibre .32 S&W Long/.32 Colt New Police.

### Police Positive Special
O "Colt Police Positive Special" foi uma melhoria iterativa do modelo anterior Police Positive, sendo as únicas diferenças um cilindro ligeiramente alongado e uma armação alongada e reforçada para permitir a câmara dos cartuchos mais longos e potentes .32-20 Winchester e .38 Special.

### Bankers' Special
O "Bankers' Special", é o Police Positive com um cano de 2 polegadas com câmaras em .22 Long Rifle ou .38 Colt New Police (.38 S&W). Produzido de 1926 a 1940.

### Detective Special Series
O "Detective Special" e suas variantes são versões menores e um tanto simplificadas do "Police Positive Special", lançado em 1927.

## Usuários
- Hong Kong Antiga arma de fogo padrão (1920? - 1960?) Da Força Policial de Hong Kong, suplementada pelo revólver .38 Webley Mk III no calibre .38 S&W na década de 1930 e gradualmente substituído pelo Smith & Wesson Model 10 no calibre .38 Special.